# واینسویل (کارولینای شمالی)
واینسویل (به انگلیسی: Waynesville) شهری در ایالت کارولینای شمالی کشور ایالات متحده آمریکا است که جمعیت آن در سرشماری سال ۲۰۱۰ میلادی، ۹٬۸۶۹ نفر بوده‌است.

## نگارخانه

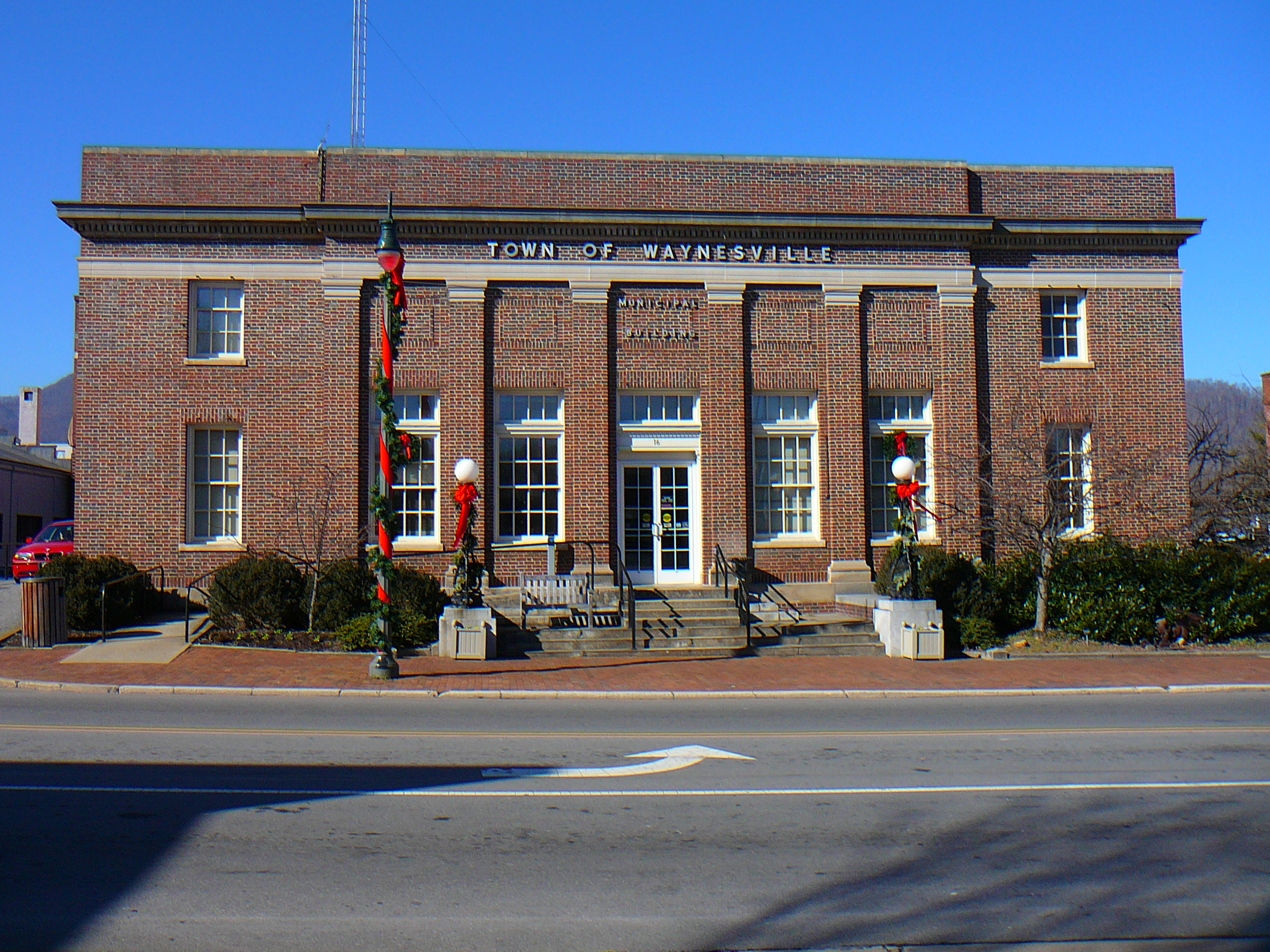
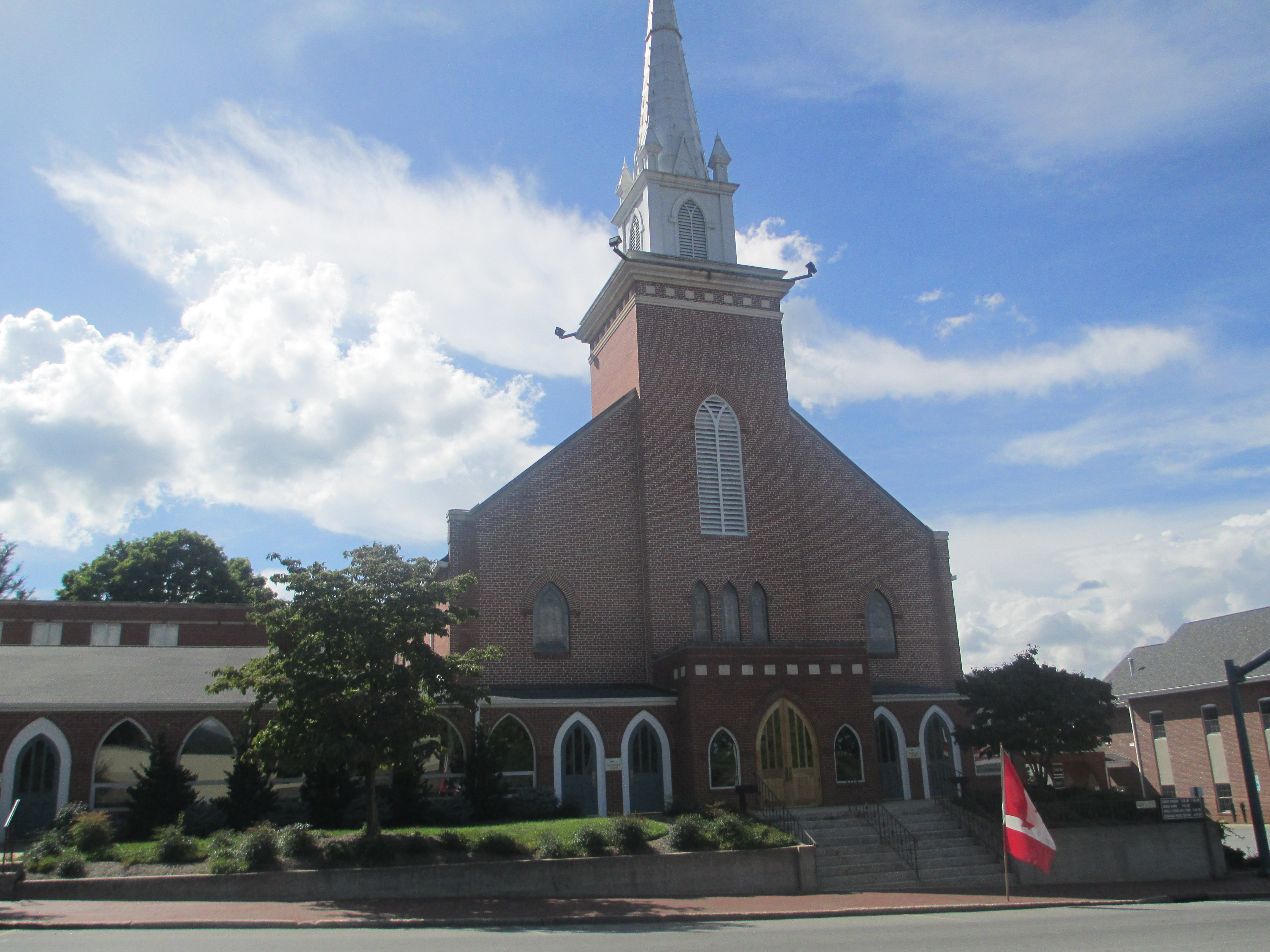